# Georges de la Nézière
Georges de la Nézière (* 18. Juli 1878 in Paris; † 9. Oktober 1914 in Arras) war ein französischer Leichtathlet, der an den Olympischen Sommerspielen 1896 in Athen teilnahm. Beim Wettbewerb über 800 Meter wurde der Franzose in seinem Vorlauf Dritter und konnte sich damit nicht für das Finale qualifizieren.